# Oberea
Oberea är ett släkte av skalbaggar som beskrevs av Pierre François Marie Auguste Dejean 1835. Oberea ingår i familjen långhorningar.

## Bildgalleri

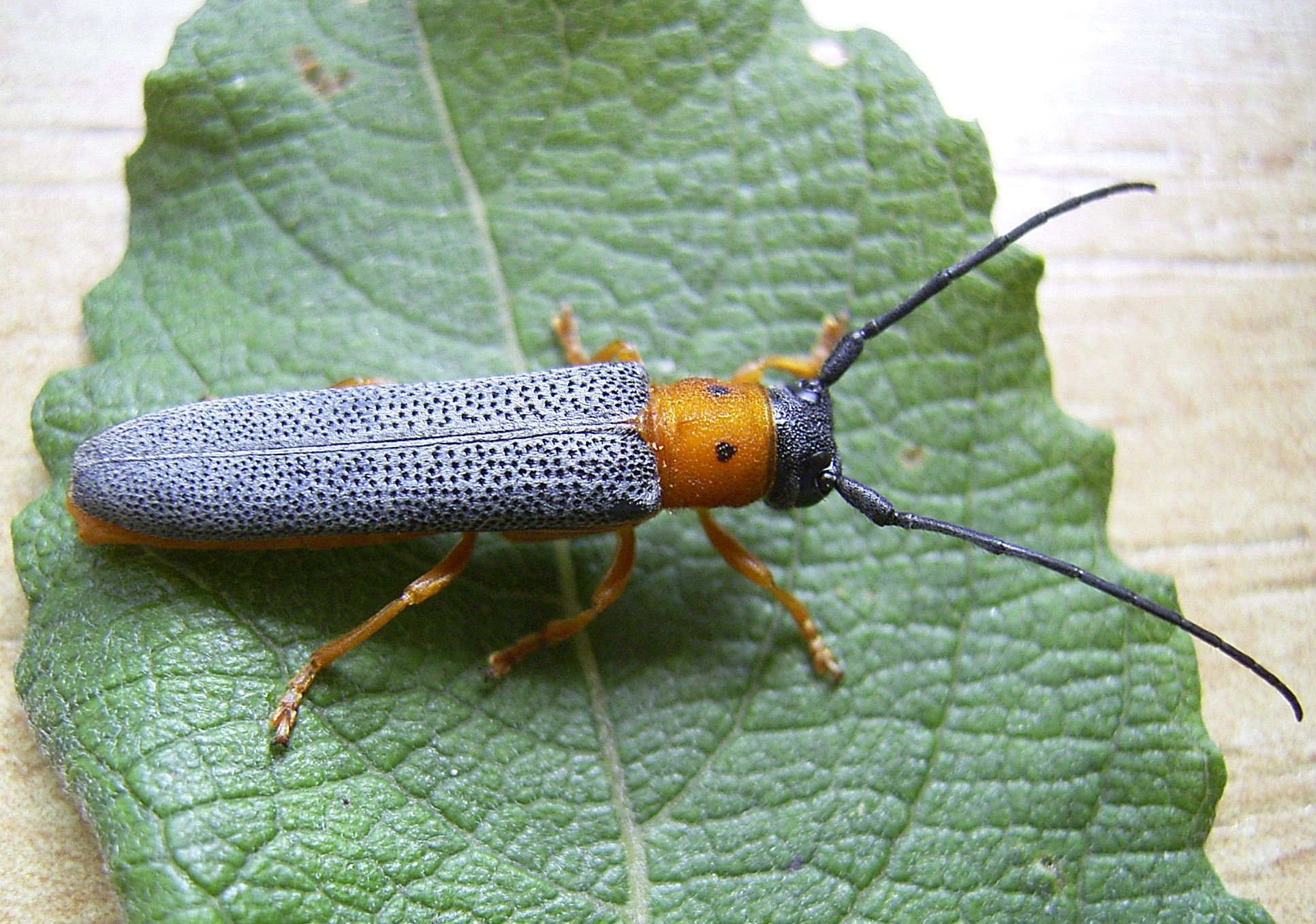

## Dottertaxa tillOberea, i alfabetisk ordning[1][2]
- Oberea abdominalis
- Oberea acuta
- Oberea adumbrata
- Oberea affinis
- Oberea andamana
- Oberea andamanica
- Oberea angolana
- Oberea angolensis
- Oberea anguina
- Oberea angustata
- Oberea annamensis
- Oberea annulicornis
- Oberea antennata
- Oberea anterufa
- Oberea apicenigrita
- Oberea artocarpi
- Oberea assamensis
- Oberea aterrima
- Oberea atricilla
- Oberea atricilloides
- Oberea atroantennalis
- Oberea atropunctata
- Oberea auricollis
- Oberea auriventris
- Oberea baliana
- Oberea balineae
- Oberea bangueyensis
- Oberea batoensis
- Oberea bicallosicollis
- Oberea bicoloricornis
- Oberea bicoloripennis
- Oberea bimaculata
- Oberea bimaculicollis
- Oberea binotaticollis
- Oberea birmanica
- Oberea bisbimaculata
- Oberea bisbipunctulata
- Oberea bootangensis
- Oberea breviantennalis
- Oberea brevithorax
- Oberea callosicollis
- Oberea cariniscapus
- Oberea caseyi
- Oberea ceylonica
- Oberea chapaensis
- Oberea cingulata
- Oberea circumscutellaris
- Oberea clara
- Oberea compta
- Oberea consentanea
- Oberea coxalis
- Oberea curialis
- Oberea curticollis
- Oberea curtilineata
- Oberea davaoensis
- Oberea deficiens
- Oberea delongi
- Oberea demissa
- Oberea denominata
- Oberea densepilosa
- Oberea densepunctata
- Oberea densepunctipennis
- Oberea depressa
- Oberea difformis
- Oberea discoidalis
- Oberea donceeli
- Oberea elegantula
- Oberea elongaticollis
- Oberea elongatipennis
- Oberea erythrocephala
- Oberea euphorbiae
- Oberea ferruginea
- Oberea flava
- Oberea flavipennis
- Oberea flavipes
- Oberea flavoantennalis
- Oberea flavoantennata
- Oberea flavodiscalis
- Oberea flavotrigonalis
- Oberea florensis
- Oberea floresica
- Oberea formosana
- Oberea formososylvia
- Oberea fulviceps
- Oberea fuscicollis
- Oberea fusciventris
- Oberea gabunensis
- Oberea gracilis
- Oberea griseopennis
- Oberea grossepunctata
- Oberea hanoiensis
- Oberea hebescens
- Oberea heudei
- Oberea heyrovskyi
- Oberea himalayana
- Oberea holatripennis
- Oberea holonigra
- Oberea humeralis
- Oberea inclusa
- Oberea incompleta
- Oberea infragrisea
- Oberea infranigra
- Oberea infranigrescens
- Oberea infrasericea
- Oberea insoluta
- Oberea insperans
- Oberea isigakiana
- Oberea japonica
- Oberea javana
- Oberea javanicola
- Oberea jordani
- Oberea kanarensis
- Oberea kandyana
- Oberea kangeana
- Oberea keyensis
- Oberea komiyai
- Oberea kostini
- Oberea kualabokensis
- Oberea kunbirensis
- Oberea lacana
- Oberea laetifica
- Oberea laosensis
- Oberea lateapicalis
- Oberea latericollis
- Oberea laterinigricollis
- Oberea lepesmei
- Oberea lepesmiana
- Oberea leucothrix
- Oberea linearis
- Oberea longissima
- Oberea luluensis
- Oberea lutea
- Oberea lyncea
- Oberea macilenta
- Oberea maculicollis
- Oberea manipurensis
- Oberea matangensis
- Oberea medioflavoantennalis
- Oberea mediofusciventris
- Oberea melanocephala
- Oberea melanostoma
- Oberea mentaweiensis
- Oberea meridionalis
- Oberea micholitzi
- Oberea mimetica
- Oberea mixta
- Oberea monticola
- Oberea moravica
- Oberea morio
- Oberea morosa
- Oberea mutata
- Oberea myops
- Oberea nefasta
- Oberea neptis
- Oberea neutralis
- Oberea nigerrima
- Oberea nigrescens
- Oberea nigripes
- Oberea nigroapiciventris
- Oberea nigrobasipennis
- Oberea nigrolateralis
- Oberea nigrolineata
- Oberea nigrolineatipennis
- Oberea nigrotibialis
- Oberea notata
- Oberea nyassana
- Oberea ocellata
- Oberea oculata
- Oberea oculaticollis
- Oberea okinawana
- Oberea opaca
- Oberea opacipennis
- Oberea ophidiana
- Oberea ornativentris
- Oberea orothi
- Oberea pagana
- Oberea palawanensis
- Oberea pallida
- Oberea pallidula
- Oberea paraneavei
- Oberea pararubetra
- Oberea parteflavoantennalis
- Oberea partenigricollis
- Oberea perspicillata
- Oberea philippinensis
- Oberea phungi
- Oberea pictipes
- Oberea pontianakensis
- Oberea postbrunnea
- Oberea posticata
- Oberea praedita
- Oberea praelonga
- Oberea protensa
- Oberea pruinosa
- Oberea pseudannulicornis
- Oberea pseudobalineae
- Oberea pseudolacana
- Oberea pseudoneavei
- Oberea pseudonigrocincta
- Oberea pseudopascoei
- Oberea pseudopictipes
- Oberea pseudoposticata
- Oberea puncticollis
- Oberea punctiventris
- Oberea pupillata
- Oberea quadricallosa
- Oberea quianga
- Oberea reductesignata
- Oberea reimschi
- Oberea rhodesica
- Oberea rondoni
- Oberea rotundipennis
- Oberea ruficeps
- Oberea ruficollis
- Oberea rufiniventris
- Oberea rufiventris
- Oberea rufoantennalis
- Oberea rufosternalis
- Oberea rufotrigonalis
- Oberea sanghirica
- Oberea sanguinalis
- Oberea sansibarica
- Oberea schaumii
- Oberea scutellaris
- Oberea scutellaroides
- Oberea semifusca
- Oberea semifuscipennis
- Oberea semimaura
- Oberea seminigra
- Oberea semiorbifera
- Oberea semirubra
- Oberea senegalensis
- Oberea sericeiventris
- Oberea shibatai
- Oberea shimomurai
- Oberea shirahatai
- Oberea shirakii
- Oberea silhetica
- Oberea sinense
- Oberea sobosana
- Oberea sobrina
- Oberea strigicollis
- Oberea subabdominalis
- Oberea subbasalis
- Oberea subdiscoidalis
- Oberea subelongatipennis
- Oberea subferruginea
- Oberea subneavei
- Oberea subnigrocincta
- Oberea subsuturalis
- Oberea subtenuata
- Oberea subteraurea
- Oberea subtrigonifera
- Oberea subviperina
- Oberea sumbana
- Oberea sumbawana
- Oberea sumbawanica
- Oberea sumbawensis
- Oberea suturalis
- Oberea taihokuensis
- Oberea taiwana
- Oberea tatsienlui
- Oberea taygetana
- Oberea tenggeriana
- Oberea tenuata
- Oberea travancorensis
- Oberea tricolor
- Oberea tricoloricornis
- Oberea trigonalis
- Oberea trilineata
- Oberea tripunctata
- Oberea truncatipennis
- Oberea tsuyukii
- Oberea ulmicola
- Oberea umebayashii
- Oberea unimaculicollis
- Oberea uninotaticollis
- Oberea walkeri
- Oberea viperina
- Oberea vittata
- Oberea wittei
- Oberea yaoshana
- Oberea yasuhikoi
- Oberea yunnana
- Oberea yunnanensis